# Albo Panchina d'Oro
Albo Panchina d'Oro (Nederlands: Gouden Bank) is een trofee die jaarlijks wordt uitgereikt aan de beste voetbalcoach van de Serie A. Alle trainers uit de Italiaanse competitie mogen een stem uitbrengen. Jaarlijks wordt ook de Albo Panchina d’Argento (Nederlands: Zilveren Bank) uitgereikt. Deze prijs beloonde in eerste instantie de runner-up, later de beste trainer van de Serie C. Sinds 2006/07 is de Zilveren Bank bestemd voor de beste coach van de Serie B.
De Gouden Bank wordt al sinds 1991 uitgereikt. Tijdens de eerste editie ging de prijs naar de Belg Raymond Goethals, op dat ogenblik de trainer van het Franse Olympique Marseille. Goethals had in 1991 met Marseille de finale van de Europacup I bereikt. Hij kreeg als eerste de Gouden Bank omdat in de beginjaren de prijs werd gegeven aan de beste trainer van een Europese club. Twee jaar later zou Goethals met Marseille de finale van Champions League bereiken en winnen van AC Milan. 
Vanaf 1992 werd de prijs steeds overhandigd aan een coach uit de Serie A, op uitzondering van het seizoen 1992/93. Toen werd het referendum niet georganiseerd.
Fabio Capello is recordhouder. Hij won de trofee in 1992, 1994 en 2001.

## Winnaars
| Seizoen | Albo Panchina d'Oro  | Club                | Albo Panchina d'Argento                                             | Club                                      |
| ------- | -------------------- | ------------------- | ------------------------------------------------------------------- | ----------------------------------------- |
| 1990/91 | Raymond Goethals     | Olympique Marseille | Vujadin Boškov Ljupko Petrović Johan Cruijff                        | Sampdoria Rode Ster Belgrado FC Barcelona |
| 1991/92 | Fabio Capello        | AC Milan            | Carlos Alberto Silva Raymond Goethals Howard Wilkinson Bobby Robson | FC Porto Olympique Marseille Leeds PSV    |
| 1992/93 | niet uitgereikt      |                     | niet uitgereikt                                                     |                                           |
| 1993/94 | Fabio Capello        | AC Milan            | niet uitgereikt                                                     |                                           |
| 1994/95 | Marcello Lippi       | Juventus            | Renzo Ulivieri                                                      | Bologna                                   |
| 1995/96 | Marcello Lippi       | Juventus            | Osvaldo Jaconi                                                      | Castel di Sangro                          |
| 1996/97 | Alberto Zaccheroni   | Udinese             | Giuseppe Pillon                                                     | Treviso                                   |
| 1997/98 | Luigi Simoni         | Internazionale      | Corrado Benedetti                                                   | Cesena                                    |
| 1998/99 | Alberto Zaccheroni   | AC Milan            | Claudio Foscarini                                                   | Alzano Virescit                           |
| 1999/00 | Alberto Cavasin      | Lecce               | Serse Cosmi                                                         | Arezzo                                    |
| 2000/01 | Fabio Capello        | AS Roma             | Gianni De Biasi                                                     | Modena                                    |
| 2001/02 | Luigi Delneri        | Chievo Verona       | Ezio Rossi                                                          | Triestina                                 |
| 2002/03 | Carlo Ancelotti      | AC Milan            | Elio Giustinetti                                                    | Albinoleffe                               |
| 2003/04 | Carlo Ancelotti      | AC Milan            | Mario Somma                                                         | Empoli                                    |
| 2004/05 | Luciano Spalletti    | Udinese             | Domenico Di Carlo                                                   | Mantova                                   |
| 2005/06 | Cesare Prandelli     | Fiorentina          | Antonio Soda                                                        | Spezia                                    |
| 2006/07 | Cesare Prandelli     | Fiorentina          | Gian Piero Gasperini                                                | Genoa                                     |
| 2007/08 | Roberto Mancini      | Internazionale      | Giuseppe Iachini                                                    | Chievo Verona                             |
| 2008/09 | Massimiliano Allegri | Cagliari            | Antonio Conte                                                       | Bari                                      |
| 2009/10 | José Mourinho        | Internazionale      | Pierpaolo Bisoli                                                    | Cesena                                    |